# Minh Hằng
Lê Ngọc Minh Hằng (sinh ngày 22 tháng 6 năm 1987), thường được biết đến với nghệ danh Minh Hằng, là một nữ ca sĩ kiêm diễn viên người Việt Nam. Bước chân vào con đường nghệ thuật từ năm 16 tuổi với vai trò là ca sĩ hát nhóm, cô sau đó tham gia diễn xuất trong một vài bộ phim truyền hình nhưng không tạo được nhiều dấu ấn. Năm 2007, sau thành công của bộ phim truyền hình Gọi giấc mơ về, tên tuổi của Minh Hằng bắt đầu được nhiều khán giả chú ý và yêu thích . Một năm sau, cô tiếp tục tạo dấu ấn khi song ca với Tim trong ca khúc "Một vòng Trái Đất", đưa tên tuổi của cô trở nên phổ biến rộng rãi. 
Với những thành công liên tiếp xuyên suốt sự nghiệp cả về âm nhạc lẫn diễn xuất, cô được đánh giá là một trong những nghệ sĩ Việt Nam xuất sắc nhất trong thế hệ của mình.

## Cuộc đời và sự nghiệp

### 1987–2006: Những năm thiếu thời và khởi đầu sự nghiệp
Minh Hằng sinh tại Thành phố Hồ Chí Minh. Cô có một người em trai tên là Lê Ngọc Minh Hải. Năm 13 tuổi, ba mẹ ly hôn, cô và em trai đến ở với mẹ ở Bình Thạnh.
Sự nghiệp âm nhạc của cô được xem là bắt đầu từ lớp nhạc "Ước mơ trong tầm tay" của Nhà Văn hóa Thanh niên Thành phố Hồ Chí Minh, đào tạo ngắn hạn về thanh nhạc, vũ đạo và các bước đi căn bản để lập nhóm nhạc hay ca sĩ solo... do các nhạc sĩ có tên tuổi giảng dạy. Minh Hằng đã đăng ký dự thi và trúng tuyển vào lớp này.
Năm 2003, Minh Hằng bắt đầu tham gia vào lĩnh vực nghệ thuật khi cùng 3 cô gái khác lập một ban nhạc lấy tên là Pha Lê, khá bận rộn với nhóm nhạc này khi cô phải đảm trách nhiều công việc cùng một lúc như nhận show diễn, mua trang phục,... Thời gian này Minh Hằng còn đoạt giải "Nữ sinh thanh lịch" của trường cấp 3 cô đang theo học và tham gia làm người mẫu ảnh cho một số tạp chí trong nước.
Hát với Pha Lê một thời gian nhưng nhóm vẫn không được khán giả chú ý nhiều. Một năm sau, Minh Hằng tách nhóm và sau đó tham gia vào một ban nhạc nữ khác mang tên Tiamo, nhóm thường hát ở một số phòng trà và tụ điểm ca nhạc trong thành phố. Tuy đã tạo được một số chú ý nhưng nhóm vẫn không đạt được thành công như mong đợi. Trong thời gian sinh hoạt và biểu diễn tại Nhà thiếu nhi quận 4, Minh Hằng tình cờ biết được thông tin Hãng phim Giải Phóng tiến hành tuyển diễn viên cho bộ phim truyện nhựa Gió thiên đường, cô đã gửi hồ sơ đến tham dự và đã được đề nghị đến thử vai. Chỉ sau một câu thoại, cô đã được đạo diễn phim là Lâm Lê Dũng trao cho vai chính của bộ phim.
Tuy chưa qua trường lớp đào tạo diễn xuất chính quy nào nhưng trong bộ phim đầu tay Gió thiên đường, Minh Hằng đã gây được chú ý. Năm 2005, Minh Hằng được một công ty chuyên sản xuất các chương trình giải trí truyền hình là Lasta ký hợp đồng trong 2 năm. Theo đó, cô sẽ làm diễn viên độc quyền cho Lasta và được công ty này đảm bảo đóng 80 tập phim mỗi năm.
Năm 2006, cô cùng diễn viên Thanh Trúc thành lập nhóm J8687 với sự quản lý, định hướng của nhạc sĩ Nhất Trung. Với lợi thế ngoại hình dễ thương cùng sự hỗ trợ của đàn anh trong nghề, J8687 nhanh chóng trình làng một vài ca khúc như: Anh cứ bỏ mặc em, Rồi cũng sẽ quên nhau thôi... và nhận được sự ủng hộ nhất định của công chúng. Tuy nhiên, J8687 cũng nhanh chóng tan rã vì cả Minh Hằng và Thanh Trúc đều có dự định phát triển sự nghiệp độc lập.

### 2007–2008: Thành công vượt bậc vớiMột vòng Trái Đất
Năm 2007, Minh Hằng chấm dứt hợp đồng đóng phim với Lasta và đầu quân cho Công ty cổ phần giải trí Thiên Thi. Cô đã khẳng định rằng muốn tạm nghỉ đóng phim để tập trung vào sự nghiệp âm nhạc . Với chiến lược đào tạo Minh Hằng trở thành ca sĩ thần tượng của giới trẻ, hàng loạt chiến dịch quảng bá cho hình ảnh ca sĩ này được tung ra nhằm phát triển hình ảnh một ca sĩ "teen" hồn nhiên, hiện đại, năng động và có phần gợi cảm .
Năm 2008, Minh Hằng cho ra mắt album đầu tay của mình mang tên Một vòng Trái Đất, đây cũng là tên một bài hát được coi là hit của cô khi được nhiều khán giả nhất là giới trẻ đón nhận, đặc biệt là trên Internet. Album bao gồm 10 bài hát và phần lớn đều do nhạc sĩ Nhất Trung sáng tác, đĩa nhạc này khi phát hành đã gây một sự chú ý khi giá bán của nó đạt mức kỷ lục, cao nhất từ trước đến nay tại thị trường âm nhạc Việt Nam. Tháng 10 năm 2008, Minh Hằng tổ chức một liveshow xuyên Việt đầu tiên của mình mang tên "Liveshow ca sĩ Minh Hằng tour xuyên Việt", một loạt show diễn đã được tổ chức tại các tỉnh từ miền Trung đến miền Bắc như: Nghệ An, Thanh Hóa, Nam Định, Hải Phòng, Hà Nội,... Tham gia liveshow này còn có một số ca sĩ khách mời là Duy Khánh, rapper Young Uno và vũ đoàn ABC.

### 2009–nay:Gọi giấc mơ vềvà các dự án điện ảnh

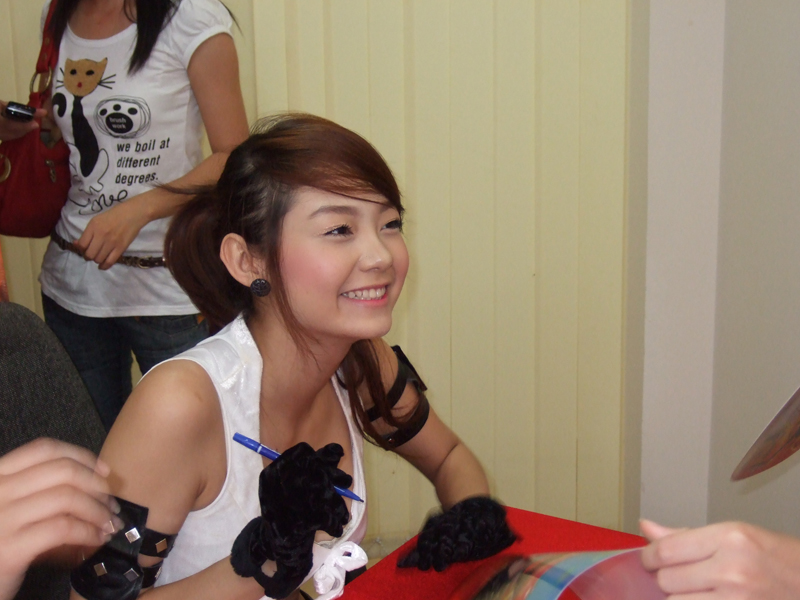
Minh Hằng tại buổi ký hợp đồng với Cyberworld.

Tham gia một số phim sau đó như: Mộng phù du, Vì đó là em, Cái bóng bên chồng... nhưng phim được khán giả biết đến nhiều nhất và yêu thích nhất là bộ phim truyền hình nhiều tập Gọi giấc mơ về, bộ phim khi trình chiếu đã gây một sự chú ý đặc biệt từ khán giả. Trong phim này Minh Hằng đóng vai Phụng, một cô bé đang học trung học và có tính cách khá hậu đậu, sống có phần đơn giản nhưng tốt bụng và rất hồn nhiên. Để có thể diễn tốt hình tượng nhân vật Phụng, Minh Hằng đã phải làm cho thân hình mình tăng lên 9 kg và sau khi kết thúc phim thì cô phải thực hiện một chế độ giảm cân cấp tốc để lấy lại thân hình như xưa. Với vai diễn này, Minh Hằng đoạt được giải "Nữ diễn viên chính được yêu thích trong năm" của HTV Awards 2008 với hơn 17.000 lượt tin nhắn bầu chọn từ điện thoại.
Sau một thời gian tập trung vào sự nghiệp âm nhạc. Năm 2008, Minh Hằng được mời vào vai chính trong bộ phim điện ảnh Giải cứu thần chết (phần tiếp theo của phim Nụ hôn thần chết), đây là một bộ phim tình cảm nhẹ nhàng và mang nhiều yếu tố hài hước, phim được công chiếu vào Tết Kỷ Sửu năm 2009. Chỉ sau 15 ngày đầu ra mắt, Giải cứu thần chết đã đạt được mức doanh thu khá lớn với hơn 14 tỷ đồng.
Năm 2009, từ sự thành công của bộ phim Ngôi nhà hạnh phúc (2004) do Hàn Quốc sản xuất, một phiên bản phim Việt Nam với cái tên tương tự đã được đạo diễn Vũ Ngọc Đãng thực hiện. Dàn diễn viên của bộ phim này hầu hết là những gương mặt nổi tiếng ở nhiều lĩnh vực khác nhau như ca nhạc và điện ảnh. Trong phim, Minh Hằng đảm nhiệm vai Minh Minh, nhân vật nữ chính của bộ phim, Lương Mạnh Hải vai Vương Hoàng - nam chính của phim. Ngoài ra phim còn có sự góp mặt của ca sĩ Lam Trường (vai Đình Phong) và Thủy Tiên (vai Bảo Yến), Tăng Thanh Hà... Bộ phim Ngôi nhà hạnh phúc phiên bản Việt được khởi quay vào đầu tháng 5 năm 2009 với số tập là 26.

## Đời tư
Minh Hằng làm đám cưới với doanh nhân Nguyễn Quốc Bảo (sinh năm 1977) vào ngày 18 tháng 6 năm 2022. Ngày 3 tháng 3 năm 2023, cô xác nhận mang bầu con đầu lòng, và đến ngày 23 tháng 8 cùng năm, cô đã hạ sinh con của mình.

## Danh sách đĩa nhạc

### Album phòng thu
- Một vòng Trái Đất (2008)
- Ngày mới bất ngờ (2008)
- Cô nàng đáng yêu (2010)
- Sắc môi em hồng (2011)
- Giờ em đã biết (2014)
- Yolo (2015)
- Break the Rules (2016)
- Ngôi sao cô đơn (2017)
- Điều em cần chỉ là anh (2017)
- Em xin anh (2018)

### Đĩa đơn
- 123 chia tay (2003)
- Chia đôi một trái tim (song ca với Thành Đại Siêu)
- Chia tay không lý do (2004)
- Đến giờ phút này (2005)
- Một cuộc tình tan vỡ (song ca với AT)
- Một vòng Trái Đất (song ca với Tim)
- Ngày mới bất ngờ (2007 - 2008)
- Người vô hình (2008)
- Vui hay buồn (Cảm giác lẫn lộn)
- Beautiful Girl (2010)
- Sắc Môi Em Hồng (2011)
- Cánh đồng tuyết (song ca cùng ca sĩ Tim)
- Mây (2012)
- Giờ em đã biết (2013)
- Anh ở đâu (2015)
- Break The Rules (2016)
- Ngôi sao cô đơn (Sắc đẹp ngàn cân OST)
- Em Xin Anh (2017)
- Niềm Tin Trong Ta (2018)

## Phim đã tham gia
| Năm  | Tựa phim                          | Đạo diễn                 | Vai diễn               | Đóng cùng                                    |
| ---- | --------------------------------- | ------------------------ | ---------------------- | -------------------------------------------- |
| 2005 | Gió thiên đường                   | Lâm Lê Dũng              | Dung                   |                                              |
| 2005 | Mộng phù du                       | Lê Hữu Lương             | Băng Châu              |                                              |
| 2006 | Ngã rẽ cuộc đời                   | Xuân Phước               | Như                    |                                              |
| 2007 | Cái bóng bên chồng                | Xuân Phước               | Hiền                   | Cao Minh Đạt                                 |
| 2007 | Gọi giấc mơ về                    | Xuân Cường               | Phụng                  | Huỳnh Đông, Ngân Khánh                       |
| 2008 | Truy tìm dấu vết                  | Xuân Cường               | Thanh Hằng             |                                              |
| 2008 | Toà án công lý                    | Huỳnh Ngọc Điền          | Ngân Lý                |                                              |
| 2008 | Giải cứu thần chết                | Nguyễn Quang Dũng        | Phạm An An             | Chí Thiện, Đông Nhi                          |
| 2009 | Ngôi nhà hạnh phúc                | Vũ Ngọc Đãng             | Minh Minh              | Lương Mạnh Hải, Thủy Tiên                    |
| 2009 | Những nụ hôn rực rỡ               | Nguyễn Quang Dũng        | An                     | Thanh Hằng, Phạm Anh Tuấn                    |
| 2010 | Đối mặt                           | Nguyễn Quang - Đăng Khoa | Xoan Trà / Phương Linh | Thanh Thức                                   |
| 2011 | Tối nay, 8 giờ!                   | Lê Hoàng                 | Ca sĩ Minh Hằng        |                                              |
| 2012 | Lệ phí tình yêu                   | Nguyễn Minh Chung        | Diệu                   |                                              |
| 2014 | Vừa đi vừa khóc                   | Vũ Ngọc Đãng             | Đông Dương             | Lương Mạnh Hải, Nhã Phương                   |
| 2015 | Con ma nhà họ Vương               | Vũ Ngọc Đãng             | Linh                   | La Quốc Hùng, Hồ Vĩnh Khoa                   |
| 2016 | Bao giờ có yêu nhau               | Dustin Nguyễn            | Linh / Phương          | Quý Bình                                     |
| 2017 | Sắc đẹp ngàn cân (phiên bản Việt) | James Ngô                | Hà My / Lily           | Rocker Nguyễn, Phương Trinh Jolie            |
| 2018 | Mùa Viết Tình Ca                  | Thắng Vũ                 | Nhà sản xuất           |                                              |
| 2019 | Hoa hậu Giang Hồ                  | Lương Mạnh Hải           | Nhà sản xuất           |                                              |
| 2020 | Kẻ săn tin                        | Dương Hoàng Vinh         | Khánh Hạ               | Khả Ngân, Trương Thanh Long                  |
| 2021 | Mẹ ác ma, cha thiên sứ            | Vũ Ngọc Đãng             | Võ Tất Thắng           | Trần Huy Anh, Ngân Chi                       |
| 2022 | Bẫy ngọt ngào                     | Đinh Hà Uyên Thư         | Quỳnh Lam              | Diệu Nhi, Bảo Anh, Thuận Nguyễn, Quốc Trường |
| 2023 | Chị chị em em 2                   | Vũ Ngọc Đãng             | Ba Trà                 | Ngọc Trinh                                   |

## Thành tích

### Giải thưởng và đề cử

#### Quốc tế
| Giải thưởng                            | Năm  | Hạng mục                    | Tác phẩm đề cử | Kết quả   | Chú thích |
| -------------------------------------- | ---- | --------------------------- | -------------- | --------- | --------- |
| MTV Europe Music Awards                | 2018 | Nghệ sĩ Đông Nam Á xuất sắc | —              | Đề cử     | [ 7 ]     |
| Korea Culture and Entertainment Awards | 2019 | Nghệ sĩ châu Á xuất sắc     | —              | Đoạt giải | [ 8 ]     |

#### Việt Nam
| Giải thưởng                     | Năm  | Hạng mục                                  | Tác phẩm đề cử      | Kết quả   | Chú thích     |
| ------------------------------- | ---- | ----------------------------------------- | ------------------- | --------- | ------------- |
| Giải Mai Vàng                   | 2007 | Nữ diễn viên điện ảnh - truyền hình       | Gọi giấc mơ về      | Đề cử     | [ 9 ]         |
| Giải Mai Vàng                   | 2010 | Nữ diễn viên điện ảnh - truyền hình       | Những nụ hôn rực rỡ | Đề cử     | [ 10 ]        |
| Giải Mai Vàng                   | 2011 | Nữ ca sĩ nhạc nhẹ                         | Sắc môi em hồng     | Đề cử     | [ 11 ] [ 12 ] |
| Giải Mai Vàng                   | 2011 | 10 ca sĩ của năm                          | —                   | Đoạt giải | [ 11 ] [ 12 ] |
| Giải Mai Vàng                   | 2012 | Nữ diễn viên điện ảnh - truyền hình       | Lệ phí tình yêu     | Đề cử     | [ 13 ]        |
| Giải Mai Vàng                   | 2014 | Nữ diễn viên điện ảnh - truyền hình       | Vừa đi vừa khóc     | Đoạt giải | [ 14 ]        |
| Giải Mai Vàng                   | 2016 | Nữ diễn viên điện ảnh - truyền hình       | Bao giờ có yêu nhau | Đề cử     | [ 15 ]        |
| Giải Mai Vàng                   | 2017 | Nữ diễn viên điện ảnh - truyền hình       | Sắc đẹp ngàn cân    | Đoạt giải | [ 16 ]        |
| Giải Mai Vàng                   | 2023 | Nữ diễn viên điện ảnh - truyền hình       | Chị chị em em 2     | Đề cử     | [ 17 ]        |
| Cánh Diều Vàng                  | 2008 | Diễn viên triển vọng                      | Giải cứu thần chết  | Đề cử     | [ 18 ]        |
| HTV Awards                      | 2009 | Nữ diễn viên chính được yêu thích nhất    | Gọi giấc mơ về      | Đoạt giải | [ 19 ]        |
| HTV Awards                      | 2011 | Nữ diễn viên chính được yêu thích nhất    | Đối mặt             | Đoạt giải | [ 19 ]        |
| Làn Sóng Xanh                   | 2011 | Nữ ca sĩ triển vọng                       | —                   | Đoạt giải | [ 20 ]        |
| Zing Music Awards               | 2011 | Top 10 Video clip của năm                 | Sắc môi em hồng     | Đoạt giải | [ 21 ]        |
| Ngôi sao của năm                | 2014 | Mỹ nhân của năm                           | —                   | Đoạt giải | [ 22 ]        |
| Vpop 20 Awards                  | 2014 | Ca sĩ cống hiến                           | —                   | Đoạt giải | [ 23 ]        |
| Vpop 20 Awards                  | 2014 | Nữ ca sĩ được yêu thích nhất              | —                   | Đề cử     | [ 23 ]        |
| Vpop 20 Awards                  | 2014 | Top 20 ca sĩ                              | —                   | Đoạt giải | [ 23 ]        |
| Vpop 20 Awards                  | 2015 | Top 20 ca sĩ xuất sắc nhất                | —                   | Đoạt giải |               |
| Giải thưởng Hội Điện ảnh TP.HCM | 2017 | Nữ diễn viên chính xuất sắc               | Bao giờ có yêu nhau | Đoạt giải | [ 24 ]        |
| Giải thưởng Ngôi Sao Xanh       | 2023 | Nữ diễn viên Điện ảnh được yêu thích nhất | Chị chị em em 2     | Đoạt giải | [ 25 ]        |
| Giải thưởng Ngôi Sao Xanh       | 2023 | Nữ diễn viên Điện ảnh xuất sắc nhất       | Chị chị em em 2     | Đề cử     | [ 26 ]        |

### Chương trình truyền hình / Cuộc thi tài năng
- Quán quân Bước nhảy hoàn vũ 2012

## Chương trình truyền hình
| Năm  | Chương trình/ Cuộc thi                       | Vai trò               | Cùng                                             | Tham gia                                  | Kết quả                                                                   |
| ---- | -------------------------------------------- | --------------------- | ------------------------------------------------ | ----------------------------------------- | ------------------------------------------------------------------------- |
| 2012 | Bước nhảy hoàn vũ (Mùa 2) - VTV3             | Thí sinh              | Atanas Georgiev Malamov                          | Xuyên suốt                                | Quán Quân                                                                 |
| 2013 | Bước nhảy hoàn vũ (Mùa 4) - VTV3             | Giám khảo khách mời   |                                                  |                                           |                                                                           |
| 2014 | Bước nhảy hoàn vũ (Mùa 5) - VTV3             | Giám khảo khách mời   |                                                  |                                           |                                                                           |
| 2015 | Giải thường truyền hình HTV - HTV7           | MC, Nghệ sĩ biểu diễn | Ngô Kiến Huy                                     | Liveshow 1                                |                                                                           |
| 2015 | Bước nhảy hoàn vũ nhí (Mùa 2) - VTV3         | Huấn luyện viên       | Phan Hiển                                        | Xuyên suốt                                | Thắng                                                                     |
| 2015 | Người bí ẩn (Mùa 2) - HTV7                   | Người chơi            | Trường Giang                                     | Tập 4                                     | Thua                                                                      |
| 2016 | Chị ơi đi Hàn Quốc - VTVCab 1                | Người trải nghiệm     | Hồng Ánh, Jennifer Phạm                          | Xuyên suốt (Vắng mặt một vài tập)         |                                                                           |
| 2016 | Hòa âm ánh sáng (Mùa 2) - VTV3               | Ca sĩ khách mời       |                                                  | Liveshow Chung kết                        |                                                                           |
| 2016 | Bước nhảy hoàn vũ (Mùa 7) - VTV3             | Giám khảo khách mời   |                                                  | Liveshow 1 & Liveshow 2                   |                                                                           |
| 2016 | Đấu trường tiếu lâm - HTV7                   | Khách mời             | Trấn Thành, Duy Khương                           | Tập 21                                    |                                                                           |
| 2016 | Thử thách cùng bước nhảy (Mùa 5) - HTV7      | Giám khảo khách mời   |                                                  | Liveshow 10                               |                                                                           |
| 2017 | Người bí ẩn (Mùa 4) - HTV7                   | Người chơi            | Quý Bình                                         | Tập 3                                     | Thắng                                                                     |
| 2017 | Ca sĩ giấu mặt (Mùa 3) - THVL1               | Ca sĩ chính           | Trường Giang                                     | Tập 8, 16                                 |                                                                           |
| 2017 | Chuyện tối nay với Thành - BRT               | Khách mời             | Trấn Thành                                       | Tập 3                                     |                                                                           |
| 2017 | Vietnam Idol Kids 2017 (Mùa 2) - VTV3        | Giám khảo khách mời   | Bích Phương, Isaac, Văn Mai Hương                | Gala chung kết                            |                                                                           |
| 2018 | Ca sĩ tranh tài (Mùa 1) - VTV3               | Khách mời             | Lương Mạnh Hải                                   | Tập 13                                    | Thắng                                                                     |
| 2018 | Giai điệu chung đôi - VTV3                   | Giám khảo             | Dương Khắc Linh, Trịnh Thăng Bình                | Xuyên suốt                                |                                                                           |
| 2018 | Gương mặt Người mẫu Việt Nam (Mùa 3) - VTV9  | Huấn luyện viên       | Thanh Hằng, Võ Hoàng Yến                         | Xuyên suốt                                | Thua                                                                      |
| 2019 | Studio H9 - Hẹn cuối tuần (Mùa 2) - HTV7     | Khách mời             | Tùng Leo                                         | Tập 13                                    |                                                                           |
| 2019 | Running Man - Chạy đi chờ chi (Mùa 1) - HTV7 | Khách mời             | Trấn Thành, Trương Thế Vinh                      | Tập 2                                     | Thua                                                                      |
| 2019 | Du ký cùng hoa hậu - HTV7                    | Khách mời             | Jennifer Phạm                                    | Tập 9                                     |                                                                           |
| 2019 | Quý ông đại chiến (Mùa 2) - VTV3             | Ban bình luận         | Phạm Quỳnh Anh, Hương Giang, Lan Ngọc, Lâm Vỹ Dạ | Tập 13                                    |                                                                           |
| 2019 | Người ấy là ai (Mùa 2) - HTV2                | Cố vấn khách mời      | Gil Lê, BB Trần, Bùi Anh Tuấn                    | Tập 13                                    |                                                                           |
| 2019 | Giọng ải giọng ai (Mùa 4) - HTV7             | Ca sĩ khách mời       | Trấn Thành, Thuận Nguyễn                         | Tập 7                                     | Thắng                                                                     |
| 2019 | Ơn giời cậu đây rồi (Mùa 6) - VTV3           | Khách mời             | Trấn Thành                                       | Tập 9                                     | Thua                                                                      |
| 2020 | Người ấy là ai (Mùa 3) - HTV2                | Cố vấn khách mời      | Hương Giang, Khả Ngân, Jun Phạm                  | Tập 6                                     |                                                                           |
| 2020 | Siêu tài năng nhí (Mùa 1) - HTV7             | Giám khảo khách mời   | Trấn Thành, Hari Won                             | Tập 2                                     |                                                                           |
| 2020 | Bar Stories                                  | Khách mời             | Dustin Nguyễn                                    | Tập 30                                    |                                                                           |
| 2020 | Sao hỏa sao kim (Mùa 2) - HTV7               | Khách mời             | Lâm Vỹ Dạ, Hari Won, Quỳnh Chi                   | Tập 13                                    | Thắng                                                                     |
| 2020 | Hoa hậu Việt Nam 2020 - VTV9                 | MC                    | Vĩnh Phú                                         | Đêm thi Người đẹp Biển, Người đẹp Du lịch |                                                                           |
| 2020 | 7 nụ cười xuân (Mùa 4) - HTV7                | Khách mời             | Tiến Luật, Trương Thế Vinh                       | Tập 7                                     | Thắng                                                                     |
| 2021 | HTV Chào Xuân 2021 - HTV7, HTV9              | Khách mời             |                                                  |                                           |                                                                           |
| 2021 | Sàn đấu vũ đạo - HTV7                        | Giám khảo khách mời   | John Huy Trần, Noo Phước Thịnh                   | Tập 19, 20                                |                                                                           |
| 2021 | Siêu thử thách - HTV2                        | Giám khảo khách mời   | Xuân Bắc, Dương Anh Vũ                           | Tập 1, 2                                  |                                                                           |
| 2021 | Nhà vô địch - VTV3                           | Ca sĩ khách mời       |                                                  | Tập 7                                     |                                                                           |
| 2022 | Hoa hậu Thế giới Việt Nam 2022 - VTV3        | Giám khảo             | Tiểu Vy, Lương Thùy Linh                         |                                           |                                                                           |
| 2022 | Siêu tài năng nhí (Mùa 3) - HTV7             | Giám khảo khách mời   | Trấn Thành, Miu Lê                               | Tập 3                                     |                                                                           |
| 2022 | Sàn đấu vũ đạo (Mùa 2) - HTV7                | Giám khảo             | John Huy Trần                                    | Xuyên suốt                                |                                                                           |
| 2022 | Ca sĩ mặt nạ (Mùa 1) - HTV2                  | Cố vấn khách mời      | Trấn Thành, Tóc Tiên, Wowy                       | Tập 1                                     |                                                                           |
| 2024 | Chị đẹp đạp gió rẽ sóng (mùa 2) - VTV3       | Thí sinh              |                                                  | Xuyên suốt                                | Chị đẹp được yêu thích nhất và thành đoàn tạo thành nhóm nhạc hoa đạp gió |